# Kinderzeitschrift

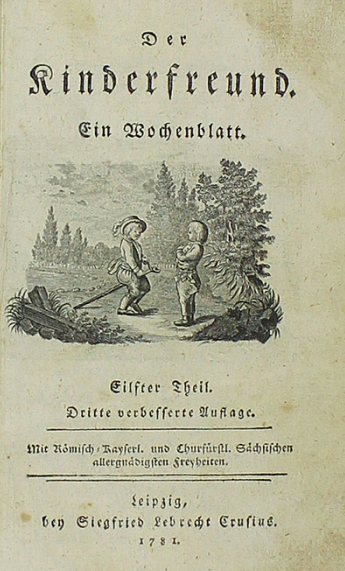
18. Jahrhundert Kinderzeitschrift Der Kinderfreund von C.F. Weiße (1781).

Kinderzeitschriften sind Zeitschriften, die professionell von Erwachsenen für Jungen und Mädchen im Alter von ein bis zwölf Jahren gemacht werden. Damit grenzen sie sich zu Jugendzeitschriften, Mädchenzeitschriften und Schülerzeitungen ab.
Die Wahl der Themen, ihre Gestaltung, Illustrationen, der Umfang der Artikel und des jeweiligen Heftes, Sprachniveau und Schriftgröße müssen kindgerecht sein. Bildergeschichten, Tierseiten, Ausmalbilder, Poster, Rätsel, Basteleien und eventuell ein Gimmick sind charakteristisch für eine Kinderzeitschrift.
Die älteste Jugendzeitschrift der Welt war die Flohkiste, die 1876 unter dem Titel Jugendlust gegründet wurde und bis zu ihrer Einstellung 2018 im Domino Verlag erschien. Heute gibt es allein auf dem deutschen Markt rund 85 bis 100 Kinderzeitschriften.

## Liste von Kinderzeitschriften
Zu den Kinderzeitschriften gehören:
- ABC-Zeitung
- Atze
- Benjamin
- Benni
- Bilderpost
- Bummi
- Bussi Bär
- Corriere dei Piccoli
- Dalla
- Dein Spiegel
- Der Bunte Hund
- Der heitere Fridolin (Semrau)
- Der heitere Fridolin (Ullstein)
- Dideldum
- Die Tiere aus dem Talerwald
- Flohkiste
- FRÖSI
- Gecko
- GEOlino
- Hans Kunterbunt
- Harry – Die bunte Jugendzeitung
- Hoppla
- Horrido
- I love English junior
- Ins neue Leben
- Junior
- Kasperle
- Kinderpost
- Kommunionglöcklein
- Leserabe
- mach mit
- Mandarin Daily News
- MATSCH!
- Medizini
- Menschenskinder
- Mücke[2][3]
- National Geographic Kids
- O!KAY!
- Olli und Molli
- Płomjo
- Pony
- Rasselbande
- Rate mal
- Schmetterling
- Siehste
- Spick
- Stafette
- sternchen (Beilage zum Stern)
- Tierfreund
- Treff
- Unsere Zeitung
- Vorhang Auf
- VR-Primax
- Wapiti
- Wunderwelt
- Yps